# Bénédicte d'Este
Bénédicte Marie Ernestine d'Este (en italien : Benedetta Maria Ernestina d'Este) (née le Modèle:Datede naissance à Modène et morte le 17 septembre 1777 à 	
Sassuolo, dans le duché de Modène) est une princesse italienne de la maison d'Este.

## Biographie
Née au palais ducal de Modène, elle est l'aînée des enfants de Renaud III d'Este, duc de Modène et Reggio, et de la princesse Charlotte-Félicité de Brunswick-Calenberg. Son premier prénom lui est donné en hommage à sa grand-mère maternelle, Bénédicte-Henriette du Palatinat.
En mars 1717, lors d'une visite à la cour de Modène, Jacques-François Stuart, alors prétendant aux trônes d'Angleterre, d’Écosse et d'Irlande, tombe sous le charme de sa cousine Bénédicte et propose de l’épouser. Leur union pouvant être source d'embarras pour le duché qui souhaite préserver de bonnes relations avec Londres et le roi Georges Ier, Renaud III exige dans un premier temps que la promesse de mariage demeure secrète. Quelques mois plus tard, en septembre 1717, alors que Jacques-François réside à Urbino, le duc émet un refus définitif.
En 1723, à la demande de son père, son portrait au pastel est peint par Rosalba Carriera lors du séjour de l'artiste à Modène. Ce portrait, réalisé par l'artiste en même temps que ceux de ses sœurs et de leur frère Jean-Frédéric, est aujourd'hui conservé à la Gemäldegalerie Alte Meister de Dresde.
À la mort de leur père, tandis que son frère François III de Modène guerroie contre les Turcs, elle assume la régence du duché conjointement avec sa sœur Amélie d'Este.
Elle meurt le 16 septembre 1777, à Sassuolo, dans le duché de Modène. Elle ne s'est jamais mariée et n'a pas eu d'enfants.